# 1 E17 m²
Za lažje predstavljanje različnih velikosti površin je tu seznam površin med 100 milijardami in 1 trilijonom km². Glejte tudi področja drugih redov velikosti.
- površine, manjše od 100 milijard km²
- 460 milijard km² -- površina, zaobjeta z Lunino tirnico  okoli Zemlje
- površine, večje od 1 trilijona km²

Krogelna telesa s tako površino imajo polmer ali premer v obsegu od 89.000 km do 564.000 km